# عربة السجناء
عربة السُجناء هي نوع من المركبات التي تديرها قوات الشرطة. تُستخدم عادةً لنقل السجناء داخل زنزانة مُكيَّفة خصيصاً في السيارة، أو للنقل السريع لعدد من ضباط الشرطة في حالة وقوع حادث.